# Maskinen vid Marly
Maskinen vid Marly (franska: Machine de Marly) var en stor hydraulisk vattenpump vid Yvelines i Frankrike. Den byggdes 1681–1684 för att pumpa vatten från floden Seine till slottet i Versailles. Den förstördes 1817.

## Bakgrund
Ludvig XIV hade sedan 1660-talet byggt till slottet i Versailles, vilket även omfattade stora trädgårdar samt ett flertal fontäner. Vattenkonsumtionen ökade därför, och nya vägar utforskades för att öka vattentillgången. 1681 fick advokaten Arnold de Ville och timmermästaren vid gruvorna vid Liège Rennequin Sualem kontrakt på att bygga maskinen, efter att ha konstruerat en provanläggning vid Saint-Germain-en-Laye.
Platsen som valdes var vid en böj i Seine där avståndet till Versailles var som kortast, och totalt konstruerade man 14 vattenhjul som drevs av floden, och som betjänade 221 pumpar. Pumparna grupperades kring tre reservoarer som låg i sluttningen ovanför floden. På grund av det stora trycket behövdes vattnet lyftas ett flertal gånger innan det kom fram till Louveciennes-akvedukten som byggdes på höjden.
Bygget av maskinen tog 3 år och sysselsatte åtta tusen man. Den totala effekten var  3200 kubikmeter vatten per dag. Både de Ville och Sualem blev riklig belönade av kungen. De Ville som utgivit sig för att vara en adelsman blev upphöjd till baron och fick 20 000 livres i årlig pension, Sualem adlades och erhöll 1 800 livres per år.
Maskinen hade löpande ett stort underhållsbehov och sysselsatte cirka 60 personer. 1817 förstördes maskinen och ersattes av en tillfällig maskin, innan man 1827 installerade en ångmaskin som verkade fram till 1859, därefter blev det åter en hydraulisk pump, innan man 1968 satte in en elektromekanisk pump.

## Bilder

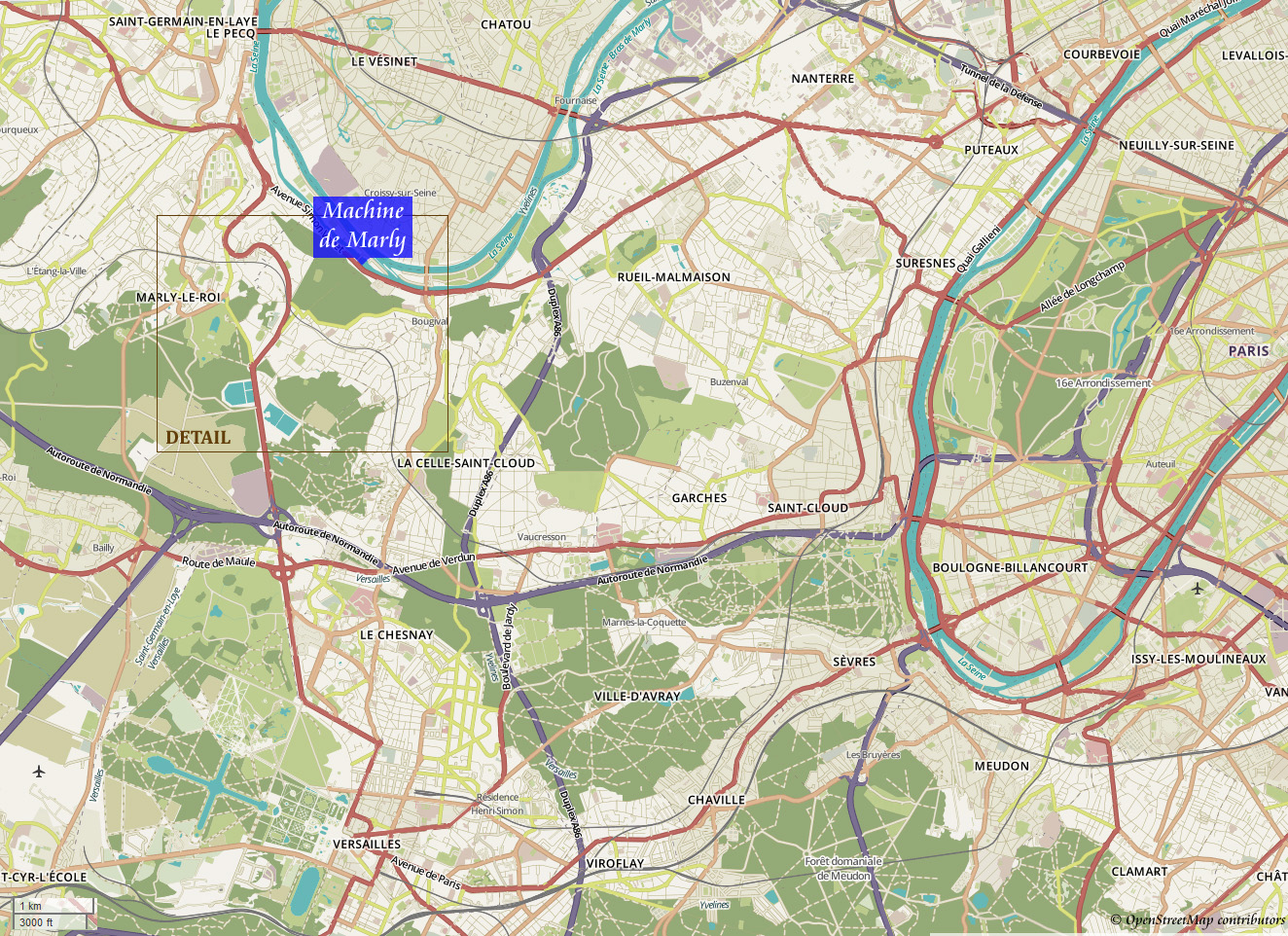
Läge för Maskinen vid Marly
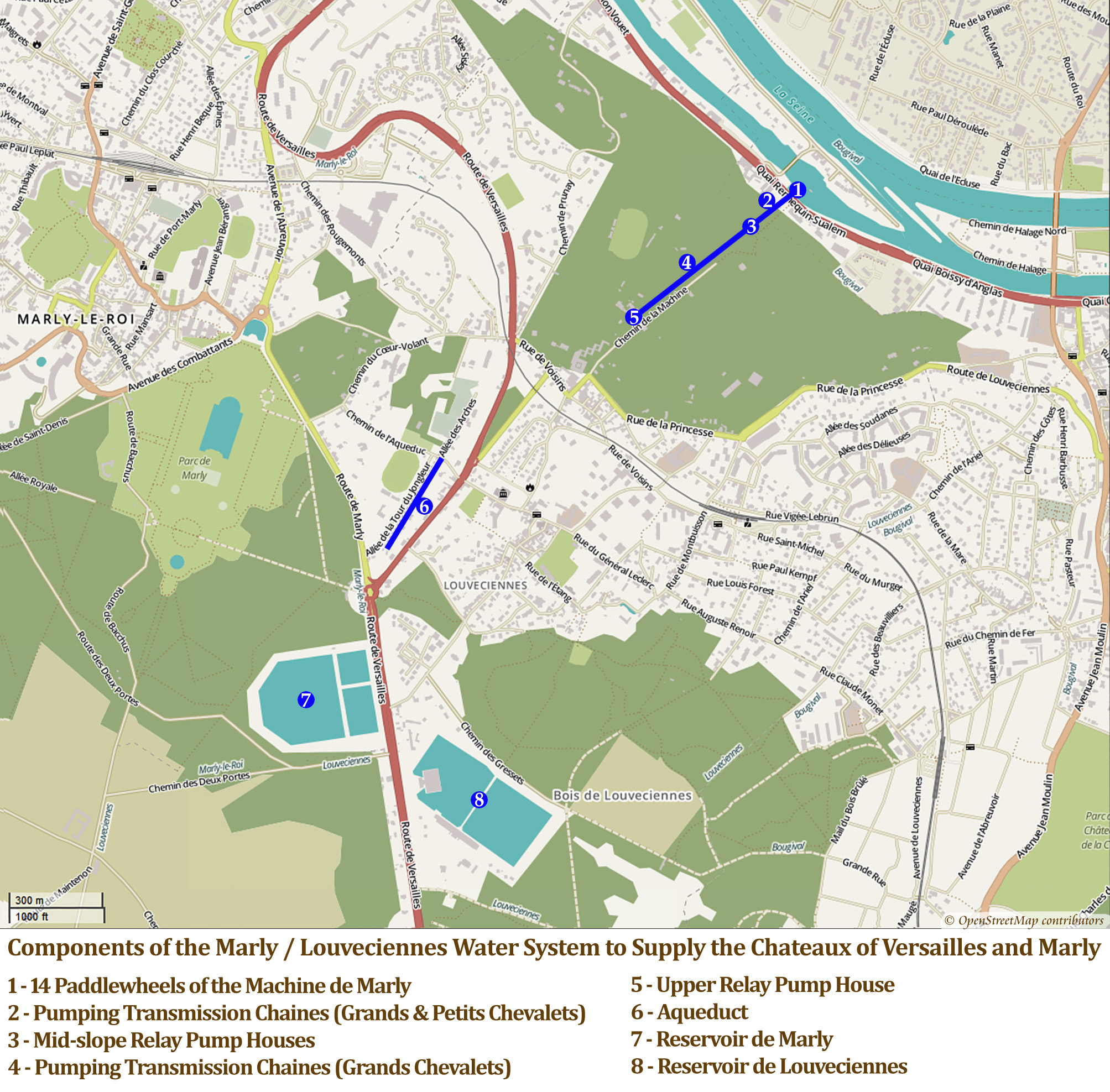
Läge för de olika komponenterna. (detalj)